# Estación de La Motte-Picquet - Grenelle
La estación de La Motte-Picquet - Grenelle es una estación del metro de París situada en el XV distrito. Pertenece a las líneas 6, 8 y 10. 

## Historia
La estación fue abierta el 14 de abril de 1906 como parte de la línea 2 sur, una línea que poco después pasaría a ser la línea 5 y finalmente la 6. Por su parte, la llegada de la línea 8 se produjo el 13 de julio de 1913. En cuanto a la línea 10, fue inaugurada el 29 de julio de 1937.
Debe su nombre al almirante francés Toussaint-Guillaume Picquet de la Motte, más conocido como La Motte Picquet, que destacó por su labor durante la Guerra de Independencia de los Estados Unidos. En 1913, el nombre de la estación se completaría con la mención Grenelle en referencia a la comuna de Grenelle, zona periférica a París anexionada a la capital en 1860.

## Descripción
Los accesos a la estación están decorados con los escudos de la familia Toussaint-Guillaume Picquet de la Motte y con un mural que representa uno de los accesos al muro de los Fermiers généraux, que rodeaba París y servía para determinar a partir de que punto se cobraba un tributo local llamado octroi.

### Estación de la línea 6
Se compone de dos andenes laterales de 75 metros de longitud y de dos vías. Es una estación aérea ya que en dirección a Nation la línea 6 deja de ser subterránea desde la Estación de Passy y recorre un largo tramo de viaductos que concluye en Pasteur.
Renovada en 2009, luce unas paredes verticales totalmente revestidas de azulejos blancos biselados. Toda la estación está resguardada por un clásico tejado en pico de dos vertientes cuyo tramo central, el situado sobre las vías, es transparente. Un entramado de vigas y columnas de acero apoyadas en las paredes de la estación sostienen toda la estructura.
La iluminación corre a cargo del modelo new exterieur, una versión renovada de la iluminación antes empleada en las estaciones exteriores. Las lámparas, con forma de cilindro, se ubican de dos en dos bajo las vigas que soportan los techos de cada andén.
La señalización por su parte usa la moderna tipografía Parisine donde el nombre de la estación aparece en letras blancas sobre un panel metálico de color azul. Por último, los asientos, de estilo Motte, combinan pequeñas zonas semicirculares de cemento revestidas de azulejos blancos que sirven de banco improvisado con algunos asientos individualizados del mismo color que se sitúan sobre dichas estructuras.

### Estaciones de las líneas 8 y 6

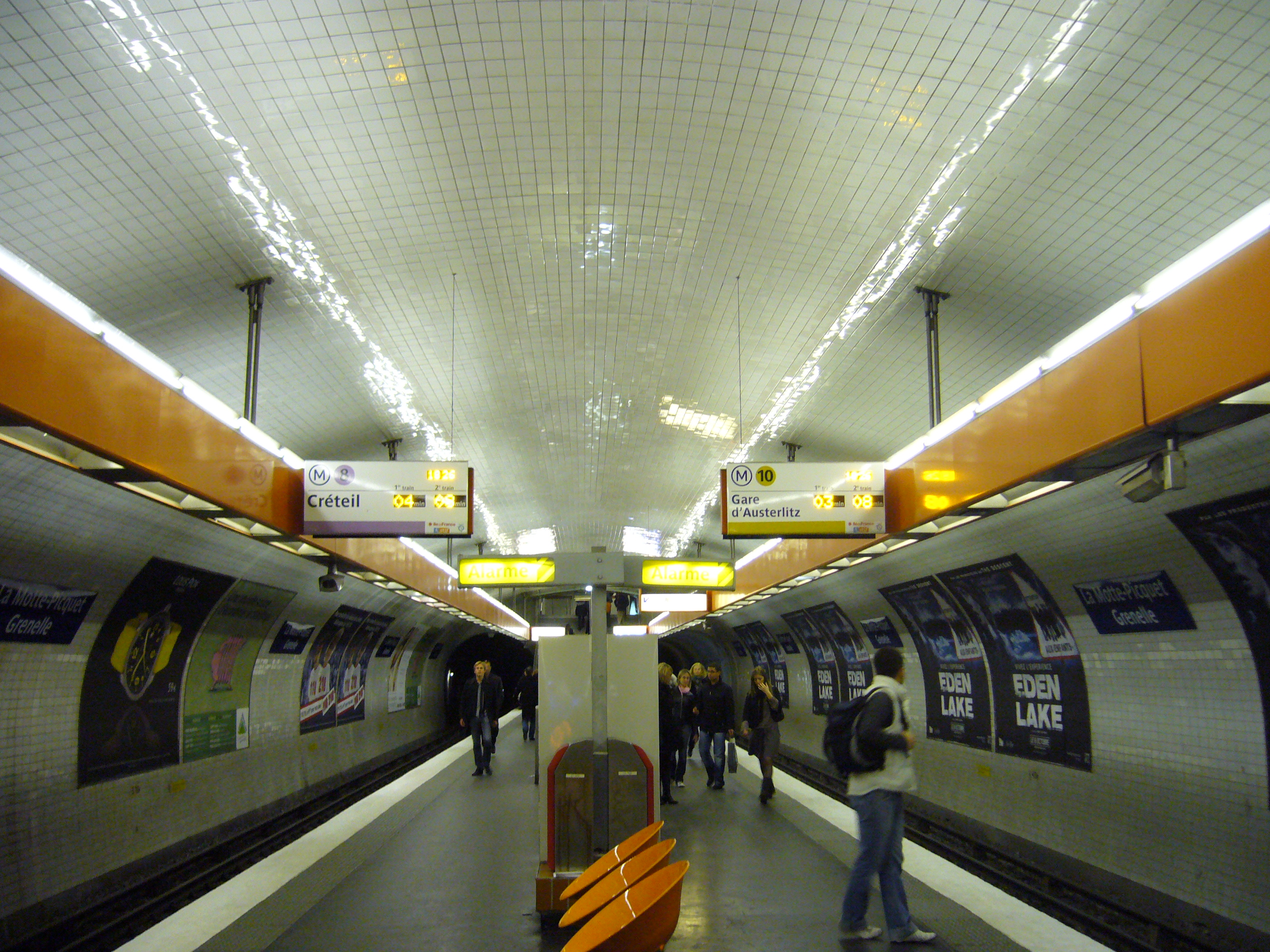
Estación de andén central que permite llegar a Creteil, izquierda, a Nation derecha, en las líneas 8 y 6

Ambas estaciones tienen una ordenación un tanto peculiar debido a que las actuales líneas 8 y 6 sufrieron cambios sustanciales en 1937 con la reordenación de línea 6 y la llegado del metro a Balard.
De esta forma existe una estación compuesta de un andén central y de dos vías que usan de forma simultánea las líneas 8 y 6 y que permite acceder a Créteil (línea 8) y a Paris Nation (línea 6), otra estación con un solo andén y una sola vía que permite llegar hasta Balard (línea 8) y otra estación idéntica a la anterior que permite alcanzar Charles de Gaulle étoile (línea 6).

## Accesos
La estación dispone de cinco accesos: 
- Acceso 1: a la altura de la calle du Commerce
- Acceso 2: a la altura del bulevar de Grenelle
- Acceso 3: a la altura de la avenida de la Motte-Picquet
- Acceso 4: a la altura de la calle Pondichéry
- Acceso 5: a la altura de la avenida de Suffren